# 法國食物博物館
法國食物博物館位於法國蒙彼利埃，是一間細說全球人類、食物及農業故事的博物館。

## 历史
法國食物博物館向訪客展示早期蒐集食物的歷史，更展覽世界上不同種類的水果、蔬菜及獵物。其中一種，訪客能夠「接觸」世界上八種農夫，看看他們的居所，聽聽他們的故事。其他的展覽重現世界飲食製作，譬如日本茶道、意式麵食及埃塞俄比亞的咖啡。
大樓中央作長期雕塑展覽，如「人類宴會」（Banquet de l'Humanité）/「世界餐檯」（The Dining Table of the World）。在「人類宴會」中，八對夫婦雕塑來自世界各國，有阿根廷、葡萄牙、日本、法國、孟加拉、卢旺达、索馬利亞及哥倫比亞。